# Bosque montano norteafricano
El bosque montano norteafricano es el bosque templado mediterráneo de montaña mixto y de coníferas de la cordillera Atlas en África del norte y del extremo sur de la España peninsular.
Constituye una ecorregión de bosque templado de coníferas de la ecozona paleártica definida por WWF que se extiende por las montañas del norte de Marruecos, Argelia y Túnez que ocupa 23.400 kilómetros cuadrados en las zonas húmedas de altitud media y alta de las montañas de Marruecos, Argelia y Túnez: (el Rif y el Atlas Medio en Marruecos, los Atlas Telliano y Sahariano en Argelia y las cordilleras Kroumerie y Mogod en Túnez. Además, existen tres enclaves relictos de esta ecorregión en el sur de España: los pinsapares de las sierras Bermeja, de Grazalema y de las Nieves.

## Flora
Hay más de 450 especies endémicas de plantas con flora.

## Fauna
La diversidad faunística es la mayor de toda la ecozona paleártica, debido a la mezcla de fauna paleártica y afrotropical.

## Endemismos
El trepador argelino (Sitta ledanti) se encuentra en peligro de extinción.

## Estado de conservación
En peligro crítico. La deforestación se ha acelerado en el siglo XX.